# Élections législatives de 1958 dans la Sarthe
Les élections législatives françaises de 1958 se déroulent les 23 et 30 novembre 1958.  Dans le département de la Sarthe, cinq députés sont à élire dans le cadre de cinq circonscriptions.

## Élus
| Circonscription | Député élu          | Parti | Parti    |
| --------------- | ------------------- | ----- | -------- |
| 1re             | Jean-Yves Chapalain |       | UNR      |
| 2e              | Fernand Poignant    |       | Soc.ind. |
| 3e              | Raymond Dronne      |       | UNR      |
| 4e              | Joël Le Theule      |       | UNR      |
| 5e              | Michel d'Aillières  |       | CNIP     |

## Système électoral
Pour la première fois depuis 1936, les élections législatives ont lieu au scrutin uninominal majoritaire à deux tours dans des circonscriptions uninominales.
Est élu au premier tour le candidat qui réunit la majorité absolue des suffrages exprimés et un nombre de voix au moins égal au quart (25 %) des électeurs inscrits dans la circonscription. Si aucun des candidats ne satisfait ces conditions, un second tour est organisé entre les candidats ayant réuni un nombre de voix au moins égal à 5 % des suffrages exprimés. Au second tour, le candidat arrivé en tête est déclaré élu.
Le seuil de qualification, basé sur un pourcentage relativement faible des suffrages exprimés, tend à faciliter l'accès au second tour de plus de deux candidats. Les candidats en lice au second tour peuvent ainsi fréquemment être trois, un cas de figure appelé « triangulaire ». Lorsque quatre candidats s'affrontent au second tour, on parle de « quadrangulaire ».

## Résultats

### Résultats à l'échelle du département
| Parti          | Parti                                            | Premier tour | Premier tour | Second tour | Second tour | Sièges |
| Parti          | Parti                                            | Voix         | %            | Voix        | %           | Sièges |
| -------------- | ------------------------------------------------ | ------------ | ------------ | ----------- | ----------- | ------ |
|                | Union pour la nouvelle République                | 59 888       | 31,19        | 85 236      | 54,69       | 3      |
|                | Centre national des indépendants et paysans      | 21 903       | 11,41        |             |             | 1      |
|                | Modérés                                          | 5 612        | 2,92         | Retrait     | Retrait     | 0      |
|                | Droite parlementaire                             | 87 403       | 45,52        | 85 236      | 54,69       | 4      |
|                |                                                  |              |              |             |             |        |
|                | Parti communiste français                        | 29 635       | 15,43        | 25 709      | 16,50       | 0      |
|                | Mouvement républicain populaire                  | 21 388       | 11,14        | Retrait     | Retrait     | 0      |
|                | Socialistes indépendants                         | 20 409       | 10,63        | 25 349      | 16,27       | 1      |
|                | Section française de l'Internationale ouvrière   | 12 245       | 6,38         | 8 967       | 5,75        | 0      |
|                | Parti républicain, radical et radical-socialiste | 8 871        | 4,62         |             |             | 0      |
|                | Centre républicain                               | 6 091        | 3,17         | 5 494       | 3,53        | 0      |
|                | Union et fraternité française                    | 5 976        | 3,11         | 5 092       | 3,27        | 0      |
|                |                                                  |              |              |             |             |        |
| Inscrits       | Inscrits                                         | 261 079      | 100,00       | 215 039     | 100,00      | 5      |
| Abstentions    | Abstentions                                      | 62 627       | 23,99        | 55 630      | 25,87       |        |
| Votants        | Votants                                          | 198 452      | 76,01        | 159 409     | 74,13       |        |
| Blancs et nuls | Blancs et nuls                                   | 6 434        | 3,24         | 3 562       | 2,23        |        |
| Exprimés       | Exprimés                                         | 192 018      | 96,76        | 155 847     | 97,77       |        |

### Résultats par circonscription

#### Première circonscription (Le Mans - Fresnay-sur-Sarthe)
| Candidat              | Candidat                | Parti          | Premier tour | Premier tour | Second tour | Second tour |  |
| Candidat              | Candidat                | Parti          | Voix         | %            | Voix        | %           |  |
| --------------------- | ----------------------- | -------------- | ------------ | ------------ | ----------- | ----------- |  |
|                       | Jean-Yves Chapalain élu | UNR            | 18 089       | 45,68        | 24 263      | 64,54       |  |
|                       | Xavier Mordret          | MRP            | 8 120        | 20,51        | Retrait     | Retrait     |  |
|                       | Fernand Bone            | UFF            | 4 647        | 11,74        | 5 092       | 13,55       |  |
|                       | Ferdinand Legay         | SFIO           | 4 460        | 11,26        | 4 110       | 10,93       |  |
|                       | Fernand Raud            | PCF            | 4 281        | 10,81        | 4 127       | 10,98       |  |
|                       |                         |                |              |              |             |             |  |
| Inscrits              | Inscrits                | Inscrits       | 52 550       | 100,00       | 52 509      | 100,00      |  |
| Abstentions           | Abstentions             | Abstentions    | 11 515       | 21,91        | 13 688      | 26,07       |  |
| Votants               | Votants                 | Votants        | 41 035       | 78,09        | 38 821      | 73,93       |  |
| Blancs et nuls        | Blancs et nuls          | Blancs et nuls | 1 438        | 3,5          | 1 229       | 3,17        |  |
| Exprimés              | Exprimés                | Exprimés       | 39 597       | 96,5         | 37 592      | 96,83       |  |
| Source : Data.gouv.fr |                         |                |              |              |             |             |  |

#### Deuxième circonscription (Le Mans - Saint-Calais)
| Candidat              | Candidat             | Parti          | Premier tour | Premier tour | Second tour | Second tour |  |
| Candidat              | Candidat             | Parti          | Voix         | %            | Voix        | %           |  |
| --------------------- | -------------------- | -------------- | ------------ | ------------ | ----------- | ----------- |  |
|                       | Fernand Poignant élu | Soc.ind.       | 13 235       | 32,00        | 17 166      | 39,76       |  |
|                       | André Gaubert        | UNR            | 11 714       | 28,32        | 14 417      | 33,39       |  |
|                       | Robert Manceau       | PCF            | 11 141       | 26,94        | 11 593      | 26,85       |  |
|                       | Joseph Rouxel        | MRP            | 3 113        | 7,53         | Retrait     | Retrait     |  |
|                       | Maurice Beaulaton    | SFIO           | 2 159        | 5,22         | Retrait     | Retrait     |  |
|                       |                      |                |              |              |             |             |  |
| Inscrits              | Inscrits             | Inscrits       | 57 291       | 100,00       | 57 275      | 100,00      |  |
| Abstentions           | Abstentions          | Abstentions    | 14 646       | 25,56        | 13 394      | 23,39       |  |
| Votants               | Votants              | Votants        | 42 645       | 74,44        | 43 881      | 76,61       |  |
| Blancs et nuls        | Blancs et nuls       | Blancs et nuls | 1 283        | 3,01         | 705         | 1,61        |  |
| Exprimés              | Exprimés             | Exprimés       | 41 362       | 96,99        | 43 176      | 98,39       |  |
| Source : Data.gouv.fr |                      |                |              |              |             |             |  |

#### Troisième circonscription (La Flèche)
| Candidat              | Candidat           | Parti          | Premier tour | Premier tour | Second tour | Second tour |  |
| Candidat              | Candidat           | Parti          | Voix         | %            | Voix        | %           |  |
| --------------------- | ------------------ | -------------- | ------------ | ------------ | ----------- | ----------- |  |
|                       | Raymond Dronne élu | UNR            | 15 145       | 40,35        | 19 063      | 50,99       |  |
|                       | Fernand Guillot    | Soc.ind.       | 7 174        | 19,11        | 8 183       | 21,89       |  |
|                       | Pierre Gasse       | CR             | 6 091        | 16,23        | 5 494       | 14,70       |  |
|                       | Henry Lelièvre     | PCF            | 4 878        | 13,00        | 4 644       | 12,42       |  |
|                       | Lucien Bouvier     | Modérés        | 2 914        | 7,76         | Retrait     | Retrait     |  |
|                       | René Berthelot     | UFF            | 1 329        | 3,54         |             |             |  |
|                       |                    |                |              |              |             |             |  |
| Inscrits              | Inscrits           | Inscrits       | 53 138       | 100,00       | 53 203      | 100,00      |  |
| Abstentions           | Abstentions        | Abstentions    | 14 446       | 27,19        | 15 070      | 28,33       |  |
| Votants               | Votants            | Votants        | 38 692       | 72,81        | 38 133      | 71,67       |  |
| Blancs et nuls        | Blancs et nuls     | Blancs et nuls | 1 161        | 3            | 749         | 1,96        |  |
| Exprimés              | Exprimés           | Exprimés       | 37 531       | 97           | 37 384      | 98,04       |  |
| Source : Data.gouv.fr |                    |                |              |              |             |             |  |

#### Quatrième circonscription (Le Mans - Sablé-sur-Sarthe)
| Candidat              | Candidat           | Parti          | Premier tour | Premier tour | Second tour | Second tour |  |
| Candidat              | Candidat           | Parti          | Voix         | %            | Voix        | %           |  |
| --------------------- | ------------------ | -------------- | ------------ | ------------ | ----------- | ----------- |  |
|                       | Joël Le Theule élu | UNR            | 14 940       | 38,50        | 27 493      | 72,94       |  |
|                       | Jacques Maury      | MRP            | 10 155       | 26,17        | Retrait     | Retrait     |  |
|                       | Christian Pineau   | SFIO           | 5 626        | 14,50        | 4 857       | 12,88       |  |
|                       | Robert Jarry       | PCF            | 5 387        | 13,88        | 5 345       | 14,18       |  |
|                       | André Ladener      | Modérés        | 2 698        | 6,95         | Retrait     | Retrait     |  |
|                       |                    |                |              |              |             |             |  |
| Inscrits              | Inscrits           | Inscrits       | 52 083       | 100,00       | 52 052      | 100,00      |  |
| Abstentions           | Abstentions        | Abstentions    | 11 837       | 22,73        | 13 478      | 25,89       |  |
| Votants               | Votants            | Votants        | 40 246       | 77,27        | 38 574      | 74,11       |  |
| Blancs et nuls        | Blancs et nuls     | Blancs et nuls | 1 440        | 3,58         | 879         | 2,28        |  |
| Exprimés              | Exprimés           | Exprimés       | 38 806       | 96,42        | 37 695      | 97,72       |  |
| Source : Data.gouv.fr |                    |                |              |              |             |             |  |

#### Cinquième circonscription (Mamers)
|                       | Michel d'Aillières élu | CNIP (UNR)     | 21 903 | 63,08  |  |  |  |
|                       | Albert Fouet           | Radsoc         | 8 871  | 25,55  |  |  |  |
|                       | Norbert Chenault       | PCF            | 3 948  | 11,37  |  |  |  |
|                       |                        |                |        |        |  |  |  |
| Inscrits              | Inscrits               | Inscrits       | 46 017 | 100,00 |  |  |  |
| Abstentions           | Abstentions            | Abstentions    | 10 183 | 22,13  |  |  |  |
| Votants               | Votants                | Votants        | 35 834 | 77,87  |  |  |  |
| Blancs et nuls        | Blancs et nuls         | Blancs et nuls | 1 112  | 3,1    |  |  |  |
| Exprimés              | Exprimés               | Exprimés       | 34 722 | 96,9   |  |  |  |
| Source : Data.gouv.fr |                        |                |        |        |  |  |  |